# Polyrhachis gracilior
Polyrhachis gracilior é uma espécie de formiga do gênero Polyrhachis, pertencente à subfamília Formicinae.